# گروس-گراو
گروس-گراو (به آلمانی: گرس-گراو) یک district capital، شهرک، Gemarkung، شهر و شهر در آلمان است که در گروس-گراو واقع شده‌است.

## خصوصیات
گروس-گراو ۲۳٬۵۴۹ نفر جمعیت دارد.

## خواهرخوانده
شهرهای برینیول، تیئلت، Szamotuły و برونک خواهرخوانده‌های گروس-گراو هستند.

## نگارخانه

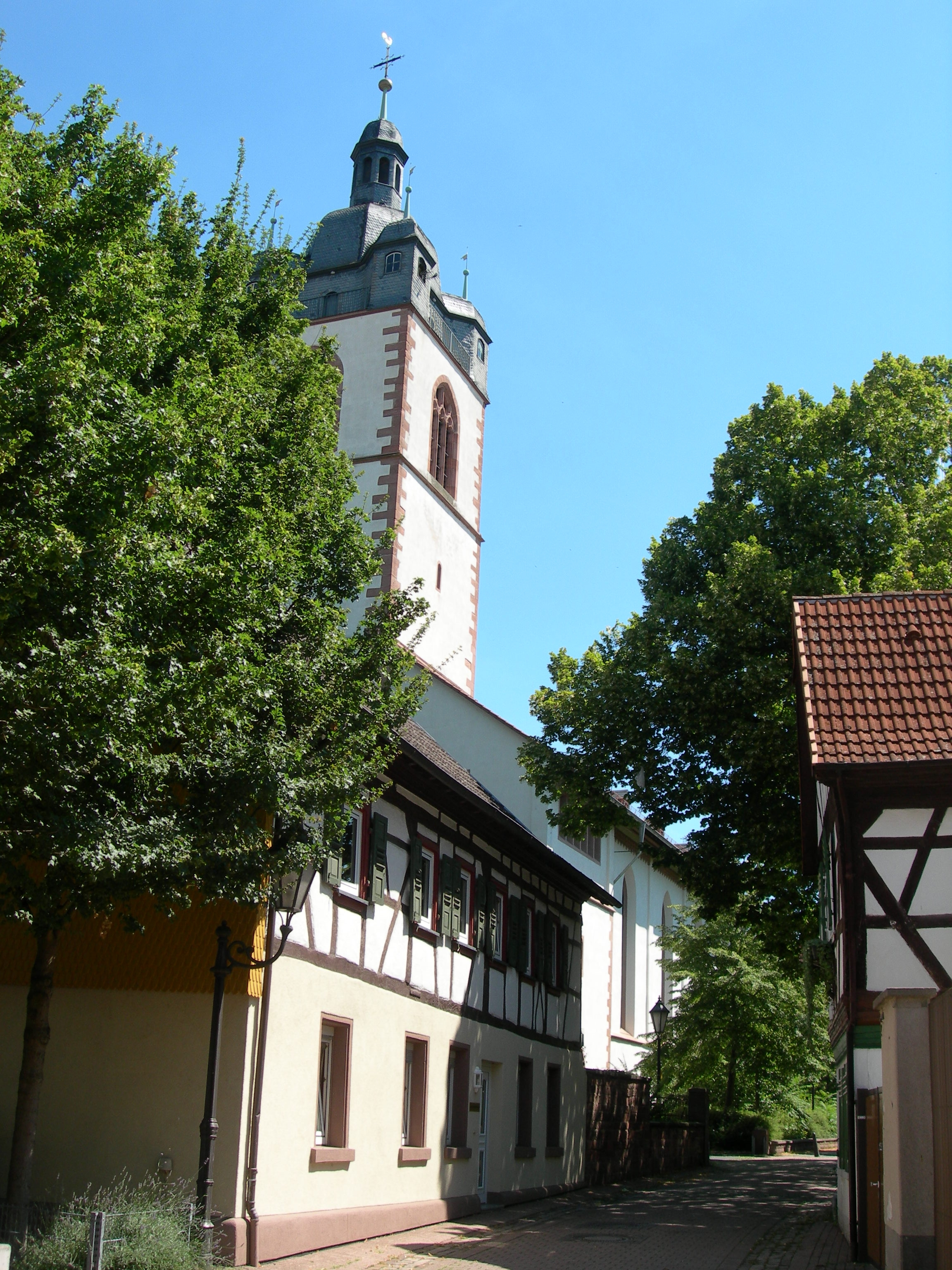
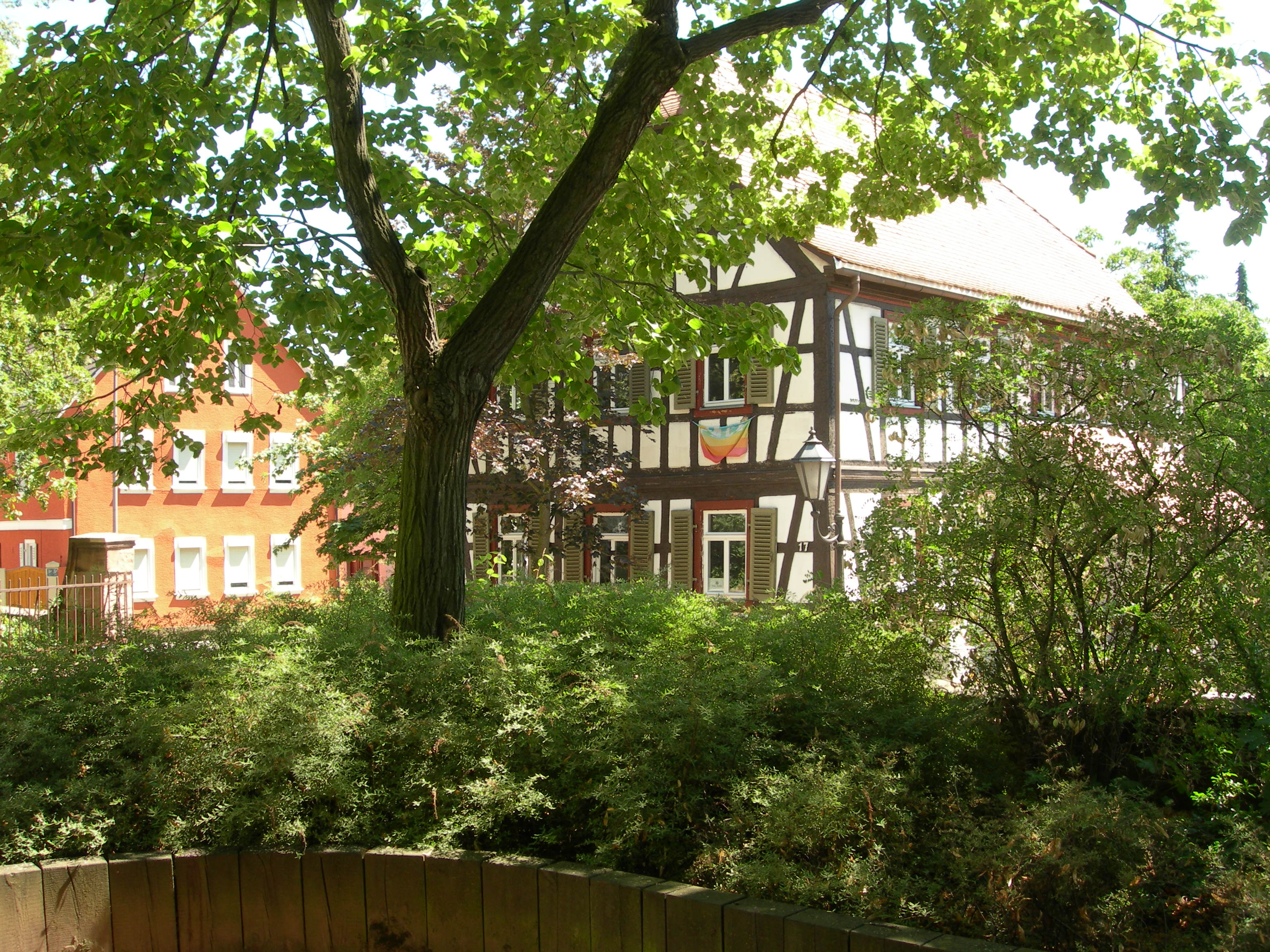
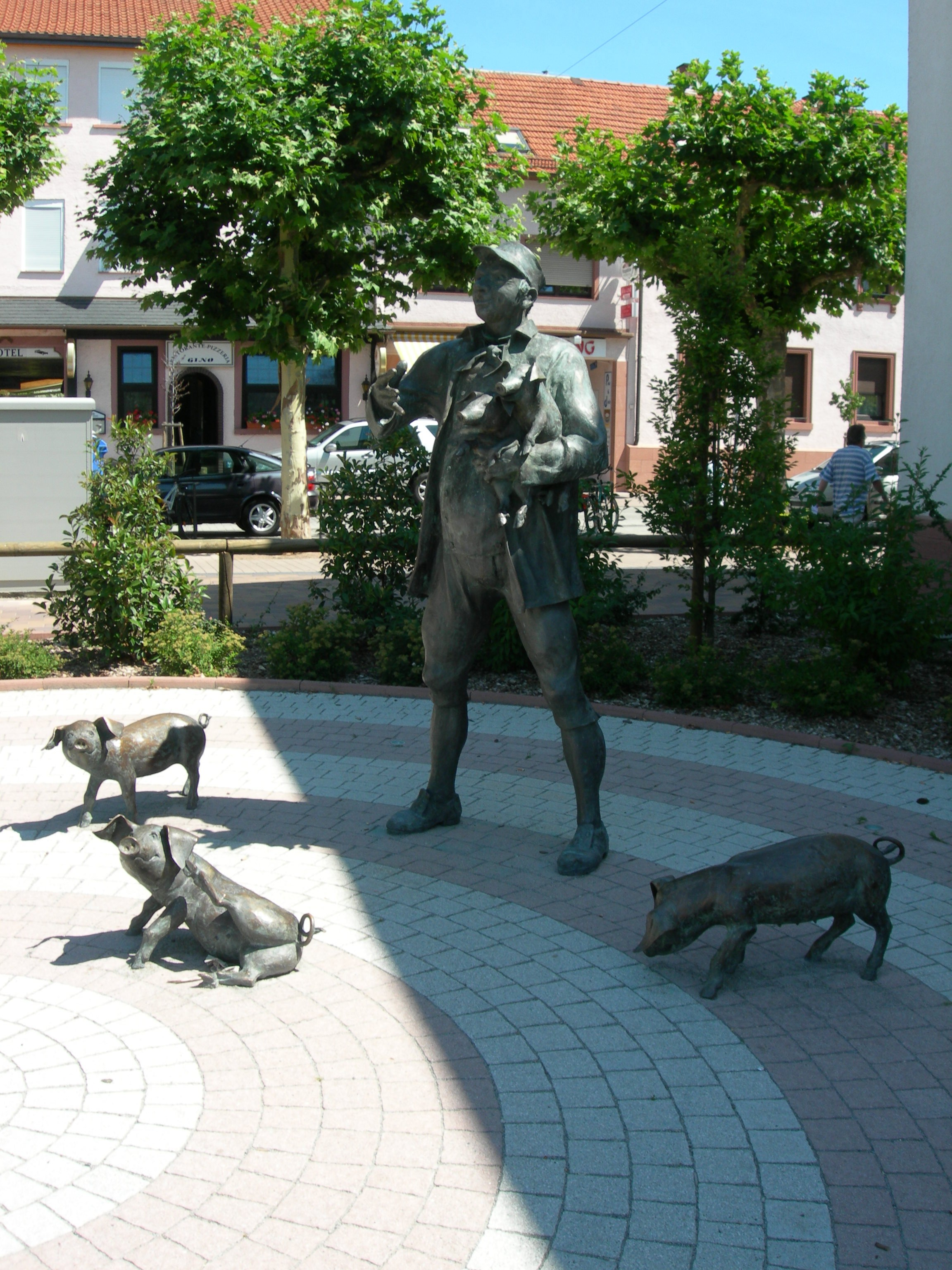
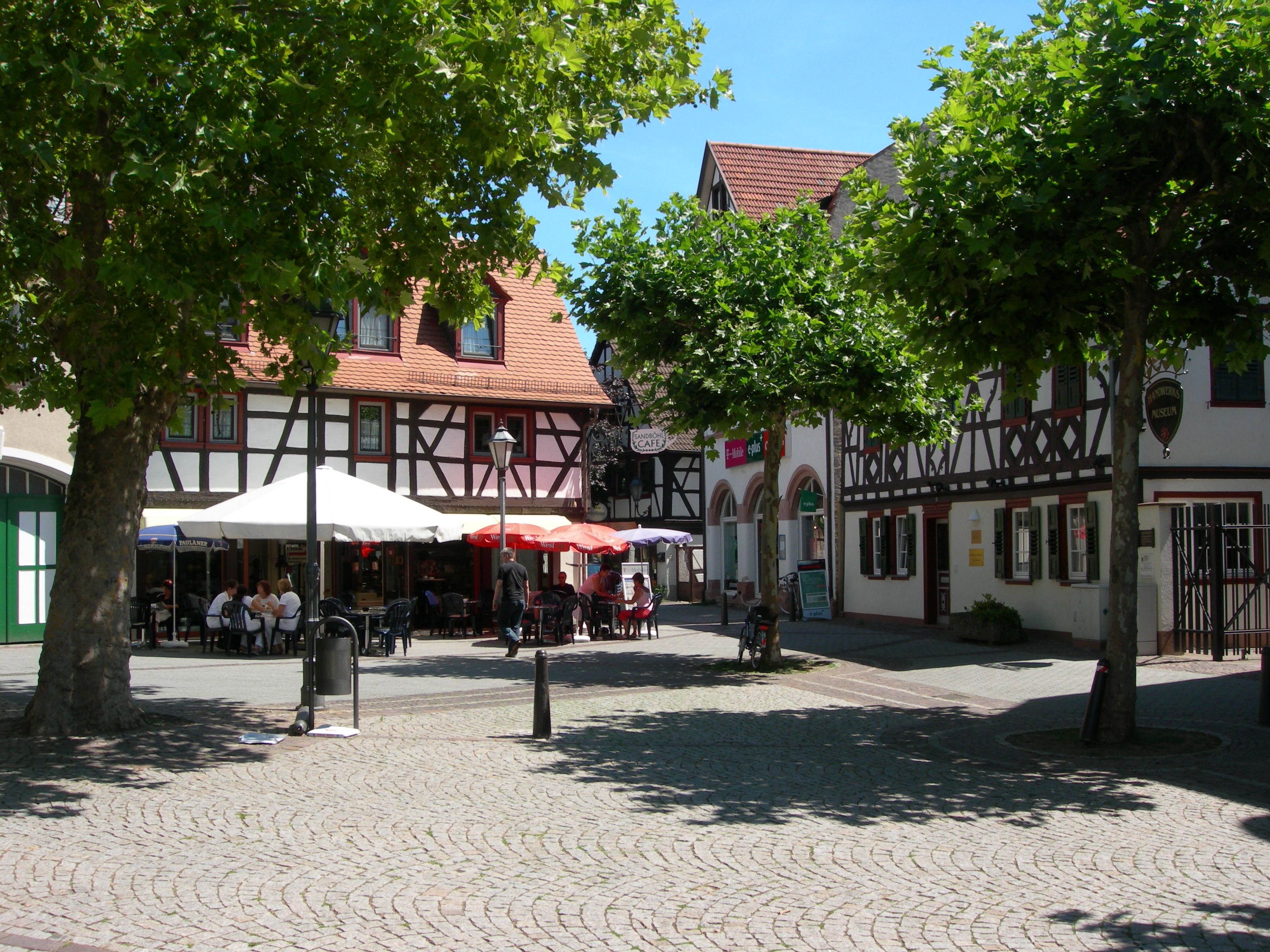
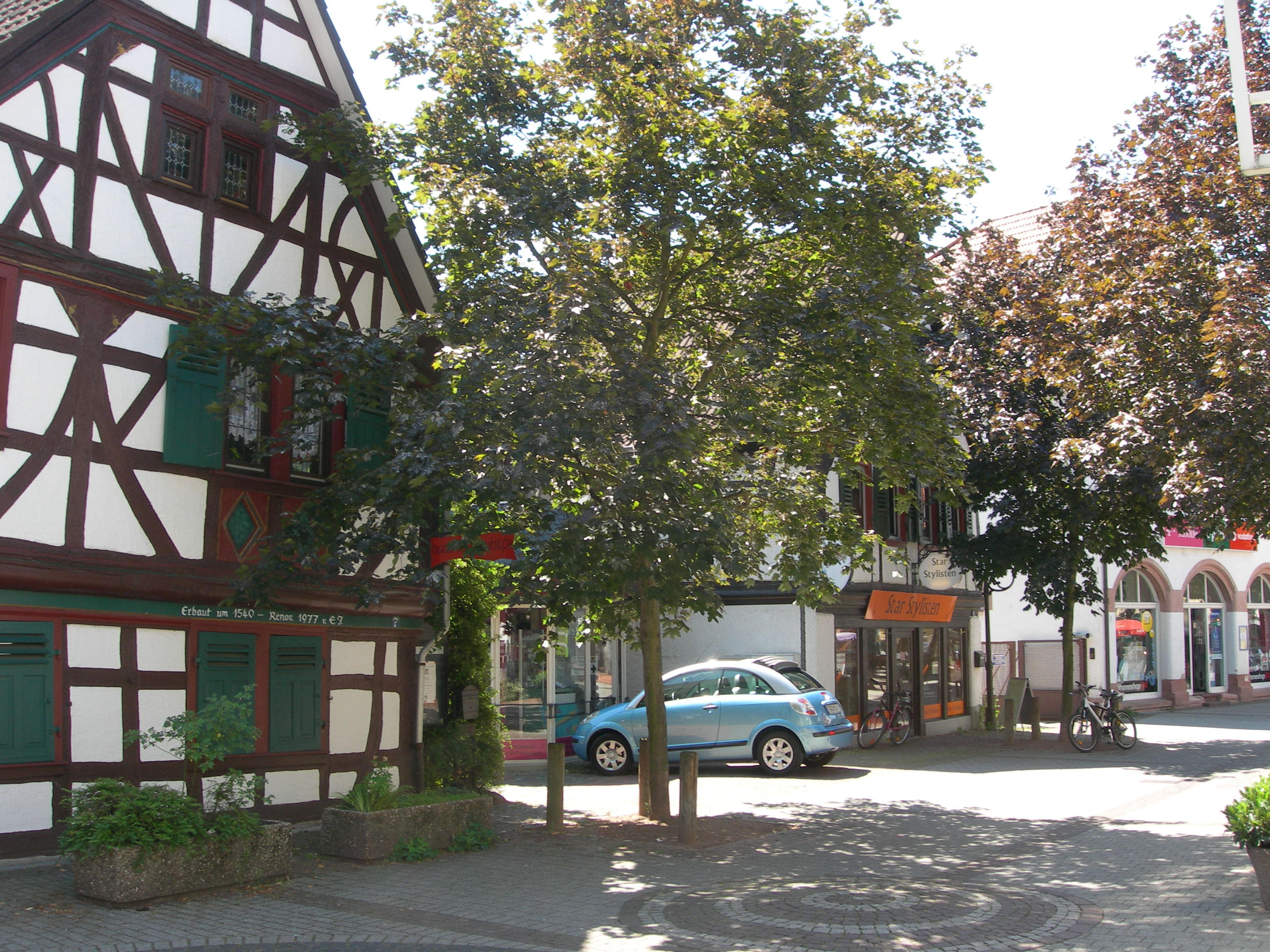
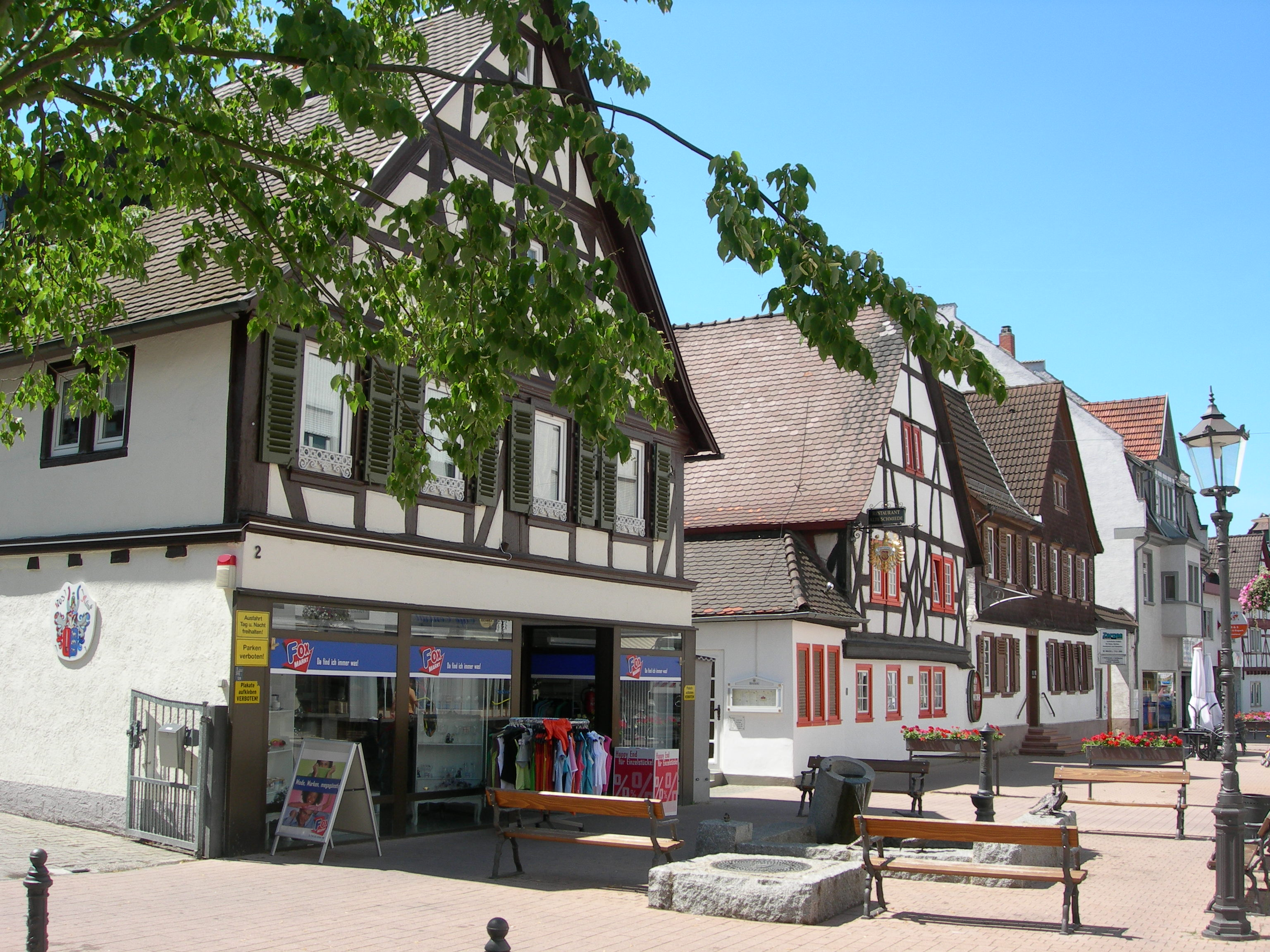
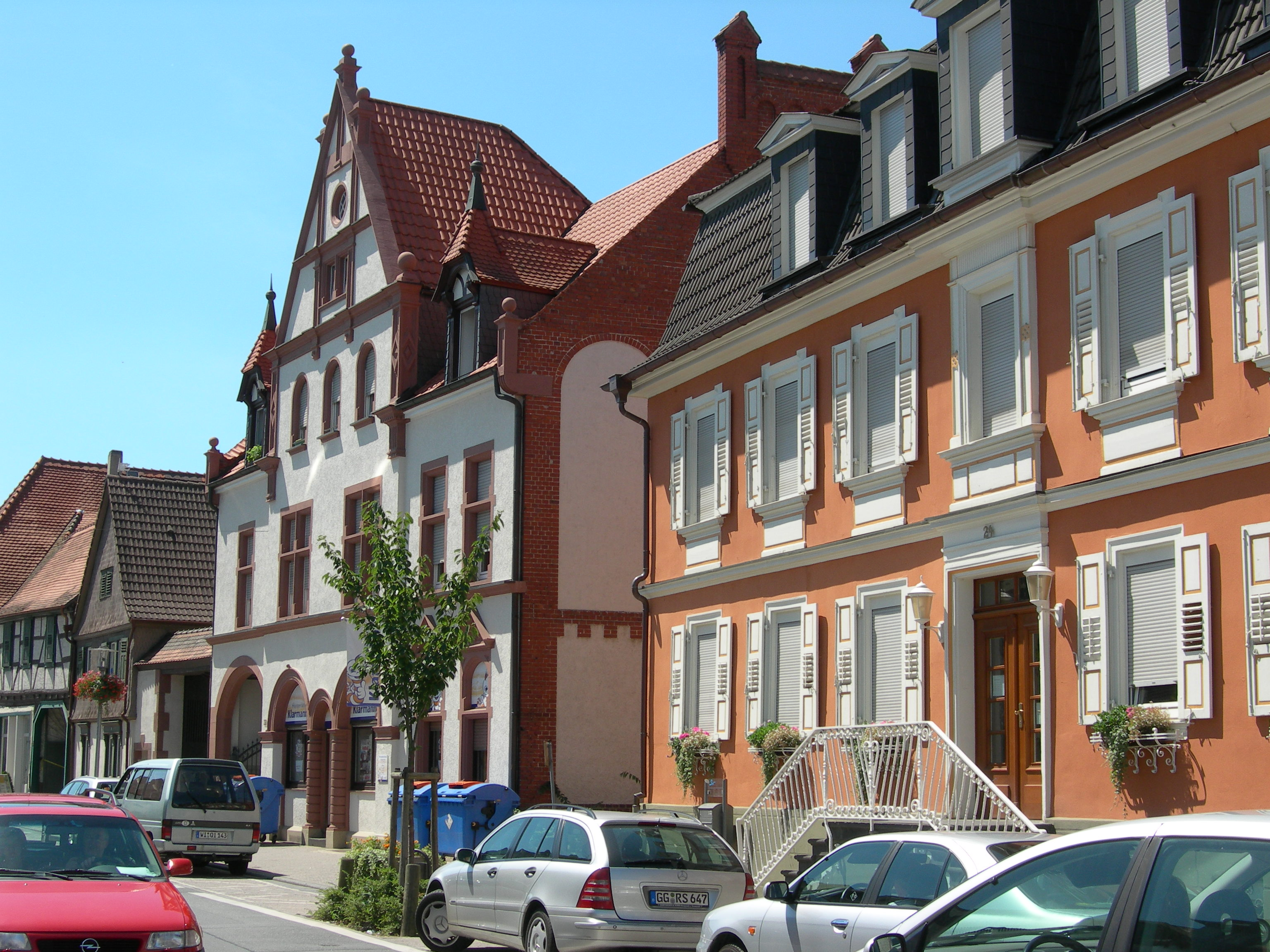
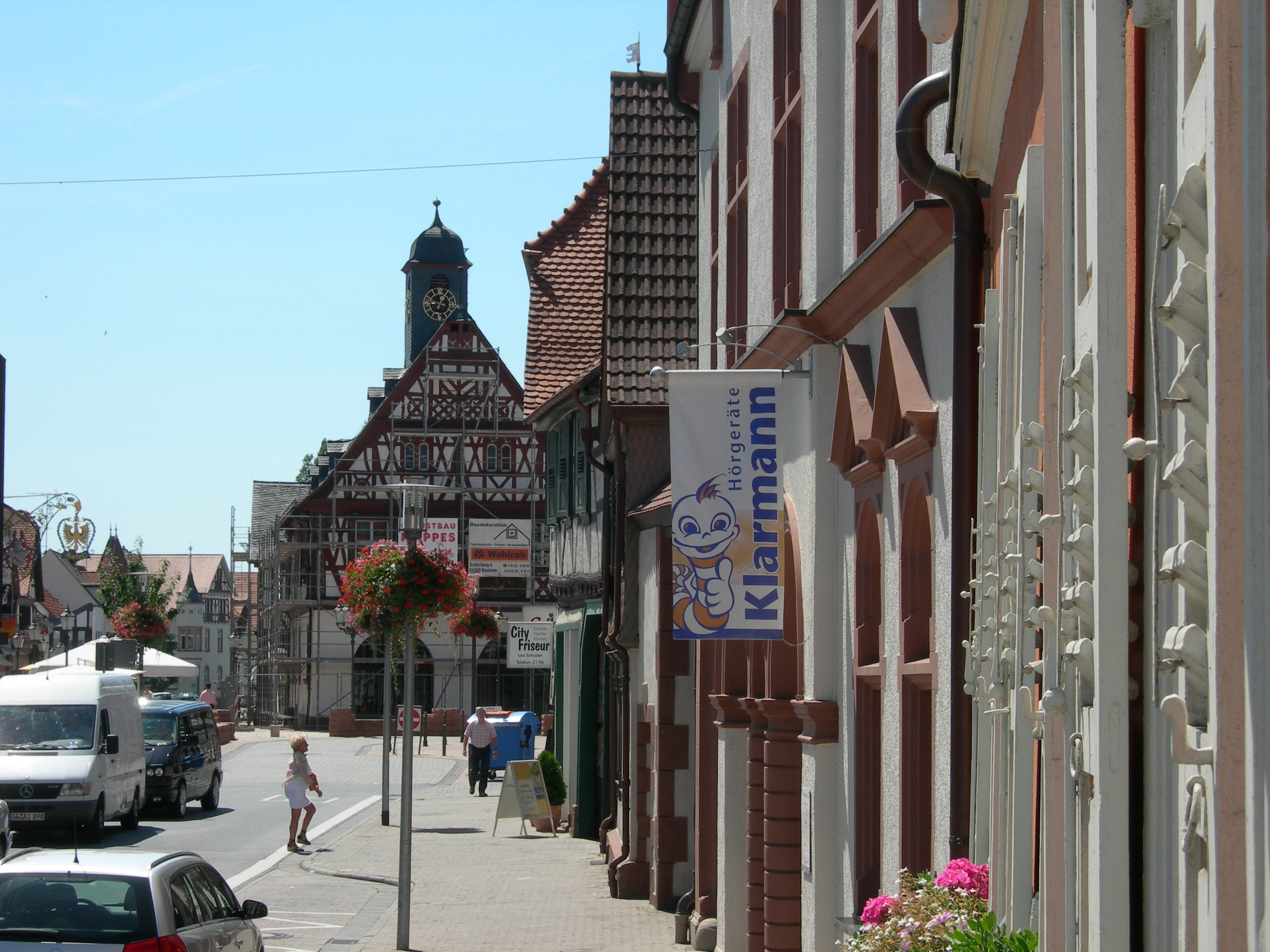